# Bernardo Sartori
Bernardo Sartori, M.C.C.I. (Missionnaires comboniens du Sacré-Cœur de Jésus ou Ordre des Comboniens) (né le 25 mai 1897 à Trevignano dans la province de Trévise en Vénétie et mort le 3 avril 1983 à Ombaci en Ouganda) est un religieux combonien italien, qui fut très actif en Afrique, et plus particulièrement en Ouganda.

« Il nous faut prendre notre cœur et le mettre avec celui du petit Jésus au-dessus du cœur de neige de sa Mère, qui est aussi la nôtre, afin que ces trois cœurs battent tous les trois ensemble. »

— Père Bernardo Sartori

## Biographie
Né le 25 mai 1897 à Trevignano, TV, Bernardo Sartori entre au séminaire en 1908 malgré l'opposition de son père.
Parti comme soldat à la Première Guerre mondiale, il est ordonné prêtre combonien à Venegono Superiore le 31 mars 1923.
En 1934, il part pour l'Ouganda. En 1953, il construit à Koboko un sanctuaire dédié à Notre-Dame de Fátima.
Il ne retourne qu'épisodiquement en Italie. En 1979 il fuit l'Ouganda en guerre et se réfugie au Zaïre. De retour en Ouganda en 1982, il s'y éteint au matin de Pâques en 1983.
Le 25 mars 1988, dans le diocèse d'Arua (en), s'ouvre son procès en béatification, en vertu de quoi le père Sartori est appelé Serviteur de Dieu.